# Ardillita
Ardillita fue una colección de cuadernos de historietas española publicada entre 1948 y 1968 por Gráficas Ricart, que tuvo alrededor de 740 números.

## Trayectoria editorial
Ardillita surgió en 1948 o 1949, tras el éxito de Azucena de Ediciones Toray, imitando su formato y contenido maravilloso. Entre sus primeras dibujantes destacaba Sarroca, muy influida a su vez por Pili Blasco, dibujante de Mis Chicas.
A finales de la década de 1950, Ardillita paso a estar ocupada por historietas del tipo que Juan Antonio Ramírez denomina «exótico sentimental» gracias a dibujantes como Josefina. Diez años después, la colección sobrevivía a base de reediciones de su material antiguo.